# 卡門河
卡門河，舊稱鮑羅里河（Bhareli River，ভৰলী নদী），位於印度控制的阿魯納恰爾邦，是布拉馬普特拉河的一條支條，發源於吉康日峰南側冰川。幹流流經阿魯納恰爾邦西卡門縣的巴魯克旁及阿薩姆邦的索尼特普縣，於泰茲普爾注入布拉馬普特拉河。
卡門河幹流河長264公里，流域面積11,843平方公里。